# Joseph Castiglioni
Joseph Castiglioni (Orano, 27 settembre 1877 – Algeri, 7 giugno 1959) è stato un ginnasta francese.
Partecipò ai Giochi olimpici del 1900 di Parigi e ai Giochi olimpici del 1908 di Londra. In entrambe le Olimpiadi partecipò alla gara degli esercizi combinati, arrivando quindicesimo nel 1900 e ventesimo nel 1908.